# Oksana Masters
Oksana Masters, ukrainskt namn: Oksana Alexandrovna Bondartjuk , född 19 juni 1989 i Chmelnytskyj, Ukraina, är en amerikansk paraidrottare. Hon tävlar i längdåkning, rodd och cykling. Hon bor i Louisville, Kentucky.
Masters började aktivt med rodd 2002 och längdskidåkning 2012. Efter att främst ha specialiserat sig på rodd och längdskidåkning, vann hon den första USA-medaljen någonsin i dubbelsculler vid Paralympiska sommarspelen 2012 i London. Hon var också en del av det amerikanska nordiska skidteamet vid Paralympiska vinterspelen 2014 och Paralympiska vinterspelen 2018. Hon vann två paralympiska medaljer 2014 och fem paralympiska medaljer 2018, däribland två guld. Hon bytte till paracykling efter Paralympiska vinterspelen 2012 och tävlade vid Paralympiska sommarspelen 2016 och Paralympiska sommarspelen 2020, där hon fick två guldmedaljer. Hon tävlade vid Paralympiska vinterspelen 2022 och vann en guldmedalj i skidskytte – 6 kilometer dam, sittande.

## Bakgrund
Oksana Masters föddes med flera fosterskador eftersom hennes mamma hade utsatts för radioaktiv strålning i samband med Tjernobylolyckan.
Oksana Masters föddes utan tummar, med "simhud" mellan fingrarna, sex tår på varje fot och hennes vänstra fot var 15 cm kortare än den högra. Hon saknade också skenbenet i båda benen. Hon placerades på ett barnhem i Ukraina. Sedan adopterades hon av Gay Masters, en 43-årig ogift kvinna från Buffalo, New York i USA. Denna tog med Oksana till USA 1997. Efter att ha flyttat till USA 1997 amputerades båda Oksanas ben så småningom ovanför knäet – hennes vänstra ben vid nio års ålder och hennes högra ben vid 14 års ålder – eftersom de gjorde alltmera ont och var oförmögna att bära upp hennes vikt. Oksana blev också opererad för att förändra fingrarna på varje hand, så att de kunde fungera som tummar.
När hon kom till USA var hennes mor professor vid University at Buffalo; Oksana flyttade till Louisville, Kentucky 2001 när hennes mor fick en tjänst vid University of Louisville. Oksana Maters tog examen från Atherton High School i Buffalo 2008. 

## Idrottskarriär
Masters började med rodd 2002, när hon var 13 år, strax innan hon fick sitt högra ben amputerat. Hon fortsatte att ro efter amputationen och började även tävla. 2010 deltog hon i CRASH-B Sprints, som är VM inomhus med Concept2 roddmaskin. Här vann hon Open Women Trunk-Arms-klassen. Året därpå slutade hon trea i CRASH-B VM 2011 i samma klass.
Som förberedelse för Paralympiska sommarspelen 2012 i London samarbetade Masters med Rob Jones, en veteran från USA:s marinkår som förlorade båda benen när en landmina exploderade i Afghanistan. Masters och Jones kallade sig "Team Bad Company" och fortsatte med att vinna både de förberedande försöken och Final Paralympic Qualification Regatta med betydande marginaler.
Den 2 september, vid Paralympics i London 2012, slutade Masters och Jones på tredje plats – och vann den första USA-medaljen (brons) någonsin i dubbelsculler med en sluttid på 4:05.56. De slutade efter Kina (guld) och Frankrike (silver) samtidigt som de kunde besegra Storbritannien.
På grund av en ryggskada har Masters gett upp tävlingsrodd sedan hon vann bronsmedaljen i London 2012. Hon har sedan dess börjat med paracykling och längdskidåkning.

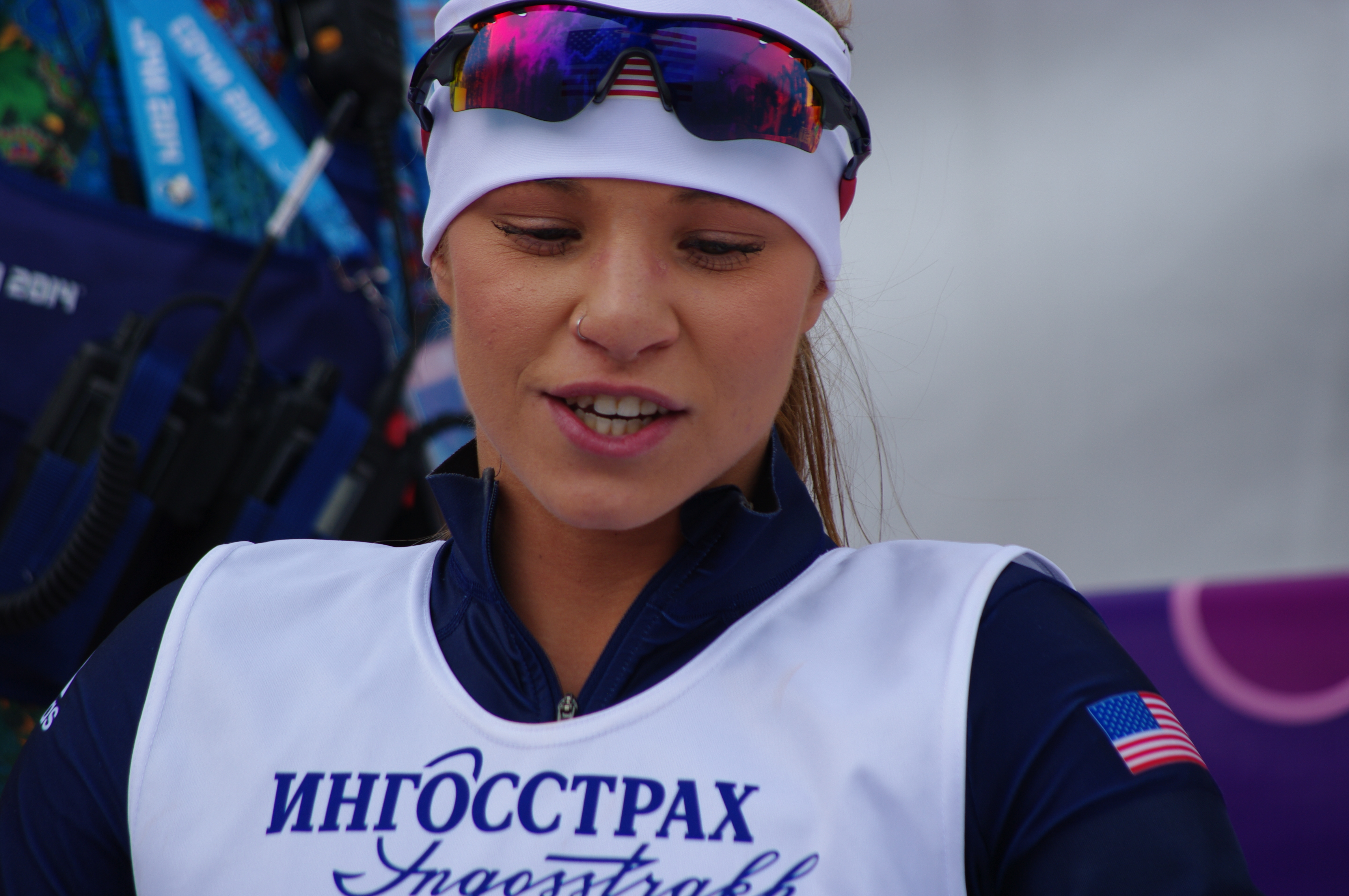
Oksana Masters vid Paralympiska vinterspelen 2014 i Sotji, Ryssland

## Längdskidkarriär
Efter sin medaljvinst i rodd vid Paralympiska spelen 2012 började Masters åka längdskidåkning. Vid Paralympiska vinterspelen 2014 i Sotji, Ryssland, vann hon en silvermedalj på 12 km nordisk skidåkning och en bronsmedalj i 5 km nordisk skidåkning. Hon placerade sig också på fjärde och åttonde plats i två skidskyttetävlingar. Masters ådrog sig en ryggskada under denna tid och gav därför upp rodd. Hon började cykla som en del av återhämtningsprocessen.
Masters vann sin första paralympiska guldmedalj vid Paralympiska vinterspelen 2018 i längdskidåkningen för kvinnor, klassiska 1,5 km sprint efter att ha upplevt flera motgångar. Hon hade skadat armbågen tre veckor före spelen och hade också dragit sig ur ett skidskytteevenemang dagen innan efter att ha fallit under loppet. Hon vann fem medaljer totalt från dessa spel, tre i terränglöpning och två i skidskytte. Hon vann guldmedalj i längdskidåkningens 5 km sittande och brons i längdskidåkningens 12 km sittande. Hon vann silvermedaljer i 6 km sittande skidskytte och 12,5 km sittande skidskytte.
Masters vann silvermedalj i 6 km sittande skidskytte för kvinnor vid 2021 World Para Snow Sports Championships som hölls i Lillehammer, Norge.
I Paralympiska vinterspelen 2022 i Beijing vann Masters sin första paralympiska guldmedalj i skidskytte i 6 km sittande skidskytte.